# Schmetterlinge (Band)
Die Schmetterlinge waren eine österreichische Folk-Politrock-Band der 1970er und frühen 1980er Jahre mit kritisch-politischen Texten, die größtenteils von Heinz Rudolf Unger verfasst wurden.

## Geschichte
Die Schmetterlinge wurden 1969 in Wien gegründet. 1970 stieß Brigitte Schuster zur Band, bereits 1971 wurde sie allerdings durch die Engländerin Pippa Armstrong, Tochter einer Schottin, ersetzt. 1973 verließ Fredi Rubatschek die Band, an dessen Stelle der vielseitige Herbert Tampier trat. 1976 wurde die weibliche Gesangsstimme endgültig von Pippa Armstrong an Beatrix Neundlinger übergeben, die als Sängerin die weiteren „Schmetterling“-Produktionen begleiten sollte. Außerdem spielte Günther Großlercher, der eigentlich für die Aufnahmeleitung, das Management und bei Konzerten für den Saalton zuständig war, auf vielen Platten die akustische Gitarre.
Beim Eurovision Song Contest 1977 in London vertraten die Schmetterlinge Österreich mit dem Lied Boom Boom Boomerang. Das Lied, getextet von Lukas Resetarits und gedacht als satirische Kritik an der Plattenindustrie, folgte drei lautmalenden Siegerliedtiteln (1968, 1969 und 1975) und erreichte den vorletzten Platz. Beatrix Neundlinger hatte Österreich bereits 1972 mit der Gruppe Milestones beim selben Bewerb in Edinburgh (Schottland) vertreten.
Im Sommer 1977 besuchten einige der Bandmitglieder im Rahmen einer Gruppenreise der Österreichisch-Albanischen Freundschaftsgesellschaft Albanien, um die Verhältnisse in dem damals mit China verbündeten sozialistischen Land zu erkunden.
1977 erschien die Proletenpassion, in der die Herrschaftsstrukturen und soziale Fragen des frühen 16. bis zum späten 20. Jahrhundert thematisiert wurden. Sie basiert auf Texten von Heinz Rudolf Unger. Uraufgeführt wurde sie 1976 bei den Wiener Festwochen.
Die 1979 erschienene LP Herbstreise ist die wohl zeitpolitischste wie auch die musikalisch ausgefeilteste Platte der Schmetterlinge. Sie nimmt Stellung zu den 1979 in Deutschland vorherrschenden Themen – von Befindlichkeiten im Klima der RAF, Denunziantentum im Zuge des Radikalenerlasses, über Emanzipation, Wirken alter Kräfte der NS-Zeit in der Bundesrepublik Deutschland, bis hin zum Kampf gegen Kernkraftwerke und für die 35-Stunden-Woche. Die LP kann als Soundtrack des „Deutschen Herbstes“ gesehen werden.
1979 sangen die Schmetterlinge den Titelsong Die goldene Acht des deutschen Kinofilms Die Abfahrer von Adolf Winkelmann. Ab 1982 verstärkte Helmut Grössing die Band und spielte Schlagzeug. 1983 verlieh das „Unterhaus“ in Mainz der Gruppe den jährlich vergebenen Deutschen Kleinkunstpreis in der Sparte „Kleinkunst“. 1985 spielten die Schmetterlinge die Revue „Nix is fix“ im Wiener Akademietheater. Im selben Jahr verließen Willi Resetarits und Helmut Grössing die Gruppe, um unter den Pseudonymen Kurt Ostbahn und Eduard Jedelsky bei der Chefpartie mitzuspielen. 1987 erfolgte eine große Tournee mit einer leicht veränderten Wiederaufführung der Proletenpassion in diversen Städten der Bundesrepublik Deutschland (u. a. München, West-Berlin, Bochum, Bremen, Oldenburg, Köln). 1989 gab es eine Vorstellungsserie des Programms „Vorwärts – und vergessen?“, dann wurde es ruhig um die Gruppe. 1995 folgten noch die Programme „Jahre wie Tränen“ und „Lieder zur rechten Zeit“. Danach gab die Band nur noch vereinzelt Benefizkonzerte – das vorerst letzte Konzert fand im März 2001 statt.
Im Sommer 2008 fand sich die Gruppe (ohne Willi Resetarits) wieder zusammen und spielte vereinzelt Konzerte mit dem Jura-Soyfer-Programm. Am 24. Mai 2013 erlag Gründungsmitglied Erich Meixner seiner Krebserkrankung.
Anlässlich des Gedenkens „75 Jahre Erinnerung an den 1. Transport österreichischer Häftlinge in das KZ Dachau“ (1938) intonierten Beatrix Neundlinger und Willi Resetarits, begleitet von Herbert Zöchling-Tampier, am 8. April 2013 am Westbahnhof Wien das Dachaulied.
Am 2. Dezember 2018 traten die Schmetterlinge – in der Besetzung Willi Resetarits, Herbert Zöchling-Tampier, Georg Herrnstadt und Beatrix Neundlinger – in der ORF-Sendung „Ö1 Weihnachts-Quiz“ auf. Sie spielten dort die Lieder „Drei rote Pfiffe“ von der LP „Herbstreise“ sowie „Wir lernen im Vorwärtsgehen“ aus der „Proletenpassion“.

## Diskografie

### LPs und Alben
- 1973: Schmetterlinge
- 1975: Lieder fürs Leben
- 1977: Proletenpassion, Triple-Album (3 Langspielplatten)
- 1977: Beschwichtigungs-Show
- 1978: Alle Türen offen (& Oktober)
- 1979: Bauern Bonzen und Moneten
- 1979: Herbstreise
- 1981: Jura Soyfer – Verdrängte Jahre
- 1982: Die letzte Welt
- 1986: Mit dem Kopf durch die Wende

### Singles
- 1971: Tschotscholossa / Sano Duso
- 1971: Frei, frei, frei wie ein Schmetterling / Tschotscholossa
- 1972: Lord Raised His Voice / We’ve Got Together
- 1973: Movie Queen / We Are Waiting
- 1973: 500 Dollars / Hopeless Lovin'
- 1974: Deep Water / When the Ship Comes In
- 1975: Luminal City / Partnerschaftslied
- 1977: Boom Boom Boomerang / Mr. Moneymakers Musicshow
- 1985: Said Soltanpour / Said Soltanpour (Instrumental)